# Червоная Заря (Барвенковский район)
Червоная Заря (укр. Червона Зоря) — село,
Гавриловский сельский совет,
Барвенковский район,
Харьковская область.
Код КОАТУУ — 6320481512. Население по переписи 2001 г. составляет 170 (89/81 м/ж) человек.

## Географическое положение
Село Червоная Заря находится в 2-х км от села Африкановка, в 3-х км от железнодорожной станции Григоровка, в 4,5 км Гавриловка (железнодорожная станция и село).
По селу протекает пересыхаещий ручей, который через 4 км впадает в реку Сухой Торец.
На ручье сделано несколько запруд.

## Экономика
В селе есть молочно-товарная ферма.